# Екберт I фон Шпигел
Екберт I фон Шпигел (на немски: Eckbert I von Spiegel, Ritter; * пр. 1259; † сл. 1295) е рицар от фамилията фон Шпигел, спомената за пръв път в документи през 1224 г. с резиденция замък „Бург Дезенберг“ близо до Варбург, Вестфалия.

## Произход
Той е най-големият син на рицар Херман I фон Шпигел († сл. 1259) и Юта фон Папенхайм († сл. 1259), внучка на Лудолф фон Папенхайм († сл. 1198), дъщеря на Рабе Папенхайм († сл. 1224) и роднина на рицар Рабе фон Папенхайм († сл. 1266). Брат е на Херман II фон Шпигел († сл. 1305) и рицар Раве I фон Шпигел († сл. 1275).
През 1787 г. линията „Шпигел цум Дезенберг“ е издигната на пруски графове.

## Фамилия
Екберт I фон Шпигел се жени за Юта фон Падберг († сл. 1286), дъщеря на рицар Йохан фон Падберг († 1248) и Ерментруд фон Билщайн († пр. 1231). Те имат две дъщери:
- Друда фон Шпигел, омъжена за Херболд V фон Амелунксен († сл. 1293), син на рицар Херболд III фон Амелунксен († сл. 1295) и Хелмбургис фон Маршал († сл. 1249)
- Ерментруд фон Шпигел (* пр. 1282; † сл. 25 юли 1333), омъжена I. за Херман I фон Каленберг († 1293/1296), син на Херман фон Итер († сл. 1260) и Елизабет фон Маршал († сл. 1249); II. сл. 1296 г. във Вулерсдорф за Вернер II фон Льовенщайн/фон Вестербург († 11 юни 1315), син на Вернер фон Бишофсхаузен и Гуда фон Вестербург